# Henry Coddington
Henry Coddington (1798/9, Oldbridge, Comtat de Meath — 3 Març de 1845, Roma) fou un filòsof anglès, membre ("fellow") i tutor del Trinity College, (Cambridge) i clergue de l'Església d'Anglaterra.

## Vida
Henry Coddington era el fill de Latham Coddington, Rector de Timolin, Kildare.
Admès al Trinity College, (Cambridge) el 1816, Coddingtion es va graduar (BA) com Sènior Wrangler el 1820, i primer premi "Smith prize"; obtenint el M.A. el 1823, i a continuació, una fellowship i una sub-tutoria a la seva universitat. Es va retirar de la universitat per anar a viure a Ware (Hertfordshire), on en el compliment dels seus deures clericals va tenir un atac de feridura, que va minvar fatalment la seva salut.
Coddington va romandre a Ware, (Hertfordshire) en el seu càrrec de vicari des del 1832 fins al 1845. Els seus metges li van aconsellar que provés un clima més al sud, va viatjar a l'estranger, i va morir a Roma el 3 Març de 1845.

## Familia
Es va casar amb una filla de Batten, rector del Haileybury College, i va deixar set fills.

## Llegat
Va escriure principalment llibres sobre òptica, en particular An Elementary Treatise on Optics. També va millorar, fent-la molt popular, la Lupa Coddington. Va ser elegit "Fellow member" of the Royal Society al febrer de 1829.

## Premis
El seu nom apareix a la primera llista de membres de la British Association ('Associació britànica). Fou un dels membres més primerencs de la Royal Astronomical Society, va ser "Fellow member" de la Royal Geographical Society i de la Royal Society, on va seure en el consell de l'última junta els anys 1831-2.